# De pil (Gerard Cox)
De pil is een single van Gerard Cox.
De pil is de eerste single van Cox, waarbij hij meer richting cabaret opschuift, dan dat het een puur luisterliedje is. Hij trad in die tijd (vanaf 1964) veel op in ‘t Keldertje in Delft. Hij liet zich toen begeleiden door Jan Willem ten Broeke. Het cabaretkarakter werd mede ondersteund door een tekst van Wim Sonneveld, die vaktechnisch gezien wel iets in Cox zag. Cox was op zijn beurt nog nooit bij een voorstelling van Sonneveld geweest. De single heeft catalogusnummer COX 1, hetgeen wijst op het uitbrengen in eigen beheer. In 1966 komt een commerciële persing op de markt via Omega Records. Opvallend daarin is dat de platenhoes gespiegeld is ten opzichte van het origineel.
De pil is geschreven op de melodie Gee, Officer Krupke van Leonard Bernstein uit diens werk West Side Story. De pil handelt over de opkomst van de anticonceptiepil in de jaren zestig en de daaruit voortkomende mogelijkheid tot meer vrije seks ("ga je net zo dikwijls als je wil, la la - la la la la la la").
B-kant En steeds weer is ook afkomstig van Cox en staat in tegenstelling tot De pil op zijn eerste elpee getiteld Gerard Cox uit 1968.

## Musici
- Gerard Cox – zang
- Jan Willem ten Broeke – piano
- Eddy Esser – gitaar
- Dub du Bois - basgitaar
- Nico Prins – slagwerk